# Associazione Sportiva Morro d'Oro
L'Associazione Sportiva Dilettantistica Morro d'Oro Calcio, meglio nota come Morro d'Oro Calcio o semplicemente Morro d'Oro, è una società calcistica italiana con sede nella città di Morro d'Oro, in provincia di Teramo.
Fondata nel 1976 ha raggiunto come miglior risultato della propria storia la partecipazione ad un campionato professionistico di Serie C2, quarta divisione calcistica italiana.
I colori sociali sono il bianco e il rosso. Disputa le partite di casa allo stadio Comunale.

## Storia
Erano i primi anni del 1970 quando il parroco Don Felice Di Blasio decise di sua spontanea volontà di creare un campetto nei pressi del fiume Vomano. Lo scopo del parroco era quello di creare una struttura che fosse in grado di ospitare tutti i giovani della parrocchia che amavano il calcio. Per qualche anno il campetto divenne un vero e proprio divertimento per i nuovi ragazzi di Morro d'Oro. Era il settembre 1976 quando un gruppo di sportivi morresi decisero di fondare una società calcistica. La prima riunione si tenne presso il vecchio bar Freccia. È doveroso ricordare il primo direttivo dell' A.S. Morro d'Oro Calcio:
Presidente: Di Nicola Giovanni
Vice Presidente: Martella Giuseppe
Segretario: Caponi Paolo
Cassiere: Di Battista Giuseppe
Consiglieri: Caponi Giancarlo, D'Eugenio Antonio, De Patre Bruno, Caponi Luigi, Quatraccioni Enzo, Marchegiani Gabriele, Del Gaone Italo, Ferretti Tommaso, Pellanera Filippo, Di Marco Domenico, Andrietti Alessandro.
Si decise di affidare la guida tecnica a Carlo De Cesaris e di creare una squadra locale con elementi di sicuro valore come la coppia di attaccanti Mazzitti Mario e Di Battista Vincenzo. Il primo campionato di 3ª Categoria si concluse a metà classifica. L'anno dopo la squadra, nuovamente affidata a De Cesaris, rimase al vertice fino all'ultima giornata di campionato. L'ultima giornata era in programma il big-match tra il Morro d'Oro capolista e il Canzano secondo ad un solo punto in casa della prima. I biancorossi persero per uno a zero con una rete di Lanci che poi raggiunse il campionato di Serie C2 con il Teramo.
L'anno successivo, nel campionato 1978-1979, il Morro d'Oro vincerà il suo primo campionato dopo un lungo testa a testa con il Casoli di Atri. Allenatore ancora De Cesaris che subentrò a Benito Ercoli dopo la sconfitta con il Pineto "Under 20".
Nel 1979-1980 ci fu il campionato di 2ª categoria. Presidente fu eletto Martella Giuseppe che decise di affidare la squadra a Erbaggi, ex calciatore del Giulianova di Serie D. Il campionato fu emozionante e arrivarono a pari merito il Morro d'Oro ed il Nereto. Teatro del necessario spareggio fu il Comunale di Teramo dove il Nereto si aggiudicò la rocambolesca sfida per 2-0. Lo spareggio è ricordato con benevolenza nonostante la sconfitta. Sugli spalti erano assiepati circa settecento morresi. Ragazzi, donne, bambini e gente che con il calcio aveva poco o nulla da spartire. C'era proprio tutto il piccolo comune teramano! L'amarezza si trasformò in felicità dopo il ripescaggio che la lega decise.
Il campionato di prima categoria nell'1980-1981 si concluse a centroclassifica con l'allenatore Alceo Maurini, ex portiere del Giulianova.
Simile il successivo campionato 1981-1982, con l'esonero di Maurini perché la società riteneva di aver allestito una squadra diversa.
Il 1982-1983 fu l'anno della consacrazione con la salita in Promozione dopo un formidabile recupero sul Mosciano di Maurini. L'allenatore era Luigi Caucci. La società gli mise a disposizione una rosa competitiva e due ciliegine come l'estroso Zambon (all'epoca costato la straordinaria somma di 5 milioni) e l'eclettico De Berardinis.
Il primo campionato di Promozione, stagione 1983-1984, vide il Morro d'oro lottare per la salvezza centrata ad una giornata dal termine con l'esperto portiere Paternò: tutto secondo i programmi. Il campionato, per la cronaca, lo vinse L'Angizia Luco, che arrivò in Serie C2 prima di tornare a giocare col Morro d'Oro in Eccellenza. Sulla panchina sedette Capuano di Pescara, esonerato e sostituito da Ercoli.
Il secondo campionato di Promozione, stagione 1984-1985, fu emozionante. Con Brandimarte in panchina la squadra concluse il girone di andata al quarto posto, davanti a molte squadre blasonate. Il campionato lo vinse il Tortoreto, che ebbe la forza di battere allo spareggio un agguerrito Tagliacozzo per 2-1.
Il terzo campionato di Promozione, stagione 1985-1986, vide il Morro d'Oro salvarsi e il Celano vincere il campionato. Sulla panchina morrese sedettero dapprima Brandimarte, poi Ercoli, ed infine il teramano De Sanctis.
Nella stagione 2001/2002 il Morro d'Oro milita in Serie D Girone G. Finisce la stagione al 6º posto con 49 punti in classifica.
Nella stagione 2002/2003 il Morro d'Oro milita in Serie D Girone. Finisce la stagione al ° posto con punti in classifica.
Nella stagione 2003/2004 il Morro d'Oro milita in Serie D Girone F. Finisce la stagione al 1º posto con 62 punti in classifica ed approda in Serie C2.
Nella stagione 2004/2005 il Morro d'Oro milita in Serie C2 Girone C. Finisce la stagione al 14º posto con 40 punti in classifica. Perde lo spareggio play-out con la Nocerina e retrocede in Serie D.
Nella stagione 2005/2006 il Morro d'Oro milita in Serie D Girone F. Finisce la stagione al 9º posto con 48 punti in classifica.
Nella stagione 2006/2007 il Morro d'Oro milita in Serie D Girone F. Finisce la stagione al 10º posto con 45 punti in classifica.
Nella stagione 2007/2008 il Morro d'Oro milita in Serie D Girone F. Finisce la stagione al 4º posto con 57 punti in classifica. Perde lo spareggio play-off con il Campobasso.
Nella stagione 2008/2009 il Morro d'Oro milita in Serie D Girone F. Finisce la stagione all'11º posto con 39 punti in classifica.
Nella stagione 2009/2010 il Morro d'Oro milita in Serie D Girone F. Finisce la stagione al 15º posto con 39 punti in classifica. Perde lo spareggio play-out con il Luco Canistro e retrocede in Eccellenza Abruzzese.
La stagione 2010/2011 porta il Morro d'Oro alla seconda retrocessione consecutiva, infatti dopo un girone d'andata disastroso la squadra si riprende nella seconda parte del torneo ma ciò non basta per evitare la retrocessione in Promozione.
Il Morro conclude la stagione in Eccellenza Abruzzese al 18º posto con 24 punti in classifica.
Il 26 luglio non si iscrive al campionato di Promozione. Nasce una nuova società con denominazione sociale Atletico Morro d'Oro e l'obiettivo di dare continuità al calcio morrese che si iscrive al campionato di Terza Categoria Teramo Girone A. Vince il campionato totalizzando 71 punti in 28 gare.
In pochi anni la squadra riesce ad ottenere diverse promozioni consecutive fino al ritorno nel campionato di Eccellenza nella stagione 2015-2016 dove disputa un campionato tranquillo a ridosso della zona play-off.
Nel 2016-2017 i biancorossi retrocedono in Promozione.

## Stadio

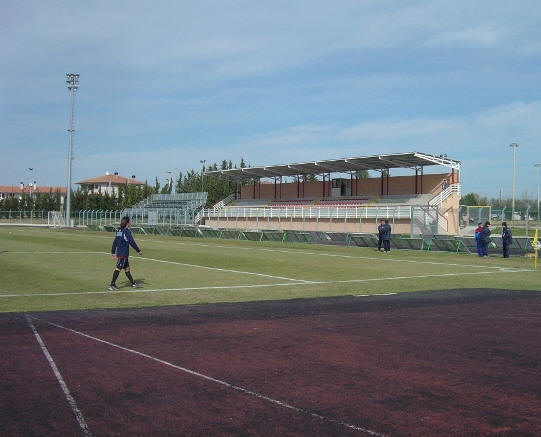
Il "Comunale" di Morro d'Oro

Campo di Gioco: Stadio "Comunale" di Morro d'Oro.
L'impianto presenta le seguenti caratteristiche:
- Posti totali: 1.000 circa
- Larghezza campo: 68,00 m
- Lunghezza campo: 105,00 m
- Fondo: Erba
- Copertura campo: Scoperto

## Colori e Simboli
Colori sociali: Bianco e Rosso.

## Giocatori celebri
- Fabrizio Catelli
- Girolamo Bizzarri
- Franco Marchegiani
- Alfonso Falà

## Palmarès

### Competizioni nazionali
- Serie D: 9

2003-2004 (girone F)
Serie C: 1

### Competizioni regionali
- Eccellenza: 1

1999-2000
- Promozione: 1

2014-2015 (girone A)
- Prima Categoria: 2

1982-1983, 1992-1993
- Seconda Categoria: 1

2012-2013 (girone F)

### Competizioni provinciali
- Terza Categoria: 2

1978-1979, 2011-2012 (girone A)

## Statistiche e record

### Partecipazione ai campionati
| Livello | Categoria | Partecipazioni | Debutto   | Ultima stagione | Totale |
| ------- | --------- | -------------- | --------- | --------------- | ------ |
| 4°      | Serie C2  | 1              | 2004-2005 | 2004-2005       | 1      |
| 5°      | Serie D   | 9              | 2000-2001 | 2009-2010       | 9      |